# Kininvie House

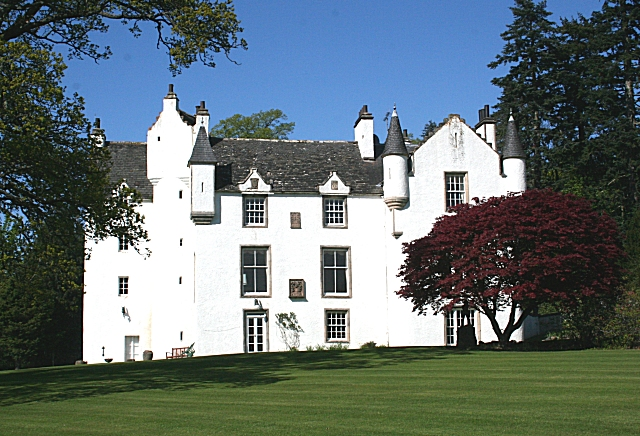
Kininvie House

Kininvie House ist ein Herrenhaus nahe der schottischen Ortschaft Craigellachie in der Council Area Moray. 1972 wurde das Bauwerk in die schottischen Denkmallisten in der höchsten Denkmalkategorie A aufgenommen.

## Geschichte
Die Baugeschichte von Kininvie House ist komplex. Gesichert ist, dass John Stewart, 3. Earl of Atholl Alexander Leslie Kininvie im Jahre 1521 zum Lehen gab. Kininvie House wurde als Tower House im Jahre 1523 fertiggestellt. Möglicherweise wurde hierbei Element eines älteren, um 1480 erbauten Gebäudes in die Struktur integriert. Alexander Leslie, dessen Gedenkstätte sich in der Mortlach Parish Church befindet, verstarb um 1549.
Eine Erweiterung wurde im Jahre 1610 veranlasst. Die wesentliche Bauphase, in der das Tower House zum heutigen Herrenhaus umgestaltet wurde, datiert um 1840. Mit der Planung wurde der in Elgin ansässige schottische Architekt William Robertson betraut. Robertson selbst verstarb 1841. 1930 wurden weitere Ergänzungen und Umgestaltungen ausgeführt.

## Beschreibung
Kininvie House steht isoliert rund drei Kilometer südöstlich von Craigellachie nahe dem rechten Fiddich-Ufer. Südlich befindet sich die Whiskybrennerei Kininvie. Das einen grob U-förmigen Grundriss aufweisende Herrenhaus steht an einem Hang. Es ist im Wesentlichen dreigeschossig ausgeführt. Sein Bruchsteinmauerwerk mit abgesetzten Natursteineinfassungen ist mit Harl verputzt. Die Fassaden sind asymmetrisch aufgebaut. Das Eingangsportal befindet sich am Fuße des Treppenturms im Innenwinkel des ehemaligen Tower House. Der mit Schießscharten ausgeführte Turm schließt mit einem auskragenden Haus mit quadratischem Grundriss. Obschon jünger, sind die übrigen Fassaden mit ihren auskragenden Ecktourellen dem Stil eines Tower House angepasst. Das dreigeschossige Herzstück wurde 1610 erbaut. Es ist mit Lukarnen mit Wappenplatten im Tympanum ausgeführt. Entlang der Fassaden sind Sprossenfenster unterschiedlicher Größe eingelassen. An der Nordseite schließen sich die Wirtschafts- und Bedienstetenflügel an. Sämtliche Dächer sind mit Schiefer eingedeckt.